# 1795 en musique classique
| \| • Retour à la chronologie générale de la musique classique • \| |
| Grèce • Rome • Haut Moyen Âge • VIIIe siècle • IXe siècle • Xe siècle • XIe siècle XIIe siècle • XIIIe siècle • XIVe siècle • XVe siècle • XVIe siècle • XVIIe siècle XVIIIe siècle • XIXe siècle • XXe siècle • XXIe siècle |
| • Retour à la chronologie générale de la musique classique • |

| Années en musique classique : 1792 - 1793 - 1794 - 1795 - 1796 - 1797 - 1798    |
| Décennies en musique classique : 1760 - 1770 - 1780 - 1790 - 1800 - 1810 - 1820 |

## Événements

### Créations
- Février/mai : série des concerts Salomon à Londres, au cours desquels Joseph Haydn crée ses 102e, 103e et 104e symphonies. Haydn termine le cycle de ses douze Symphonies londoniennes.
- 3 août (16 thermidor de l'an III) : création du Conservatoire de musique de Paris.
- 29 mars : le Concerto pour piano no 2 (première version) de Beethoven, créé à Vienne.

Date indéterminée
- Les Trios pour piano, violon et violoncelle no 1, no 2 et no 3 opus 1 de Beethoven, publiés.
- Les sonates pour piano no 1,  no 2 et  no 3 de Beethoven, créées.
- 6 sonates pour piano - opus 4 et 5 de Hyacinthe Jadin.
- 24e concerto pour violon de Giovanni Battista Viotti.

## Naissances

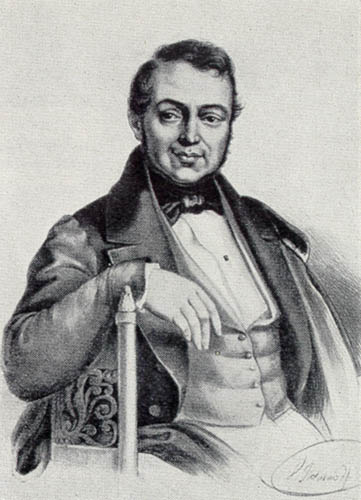
Saverio Mercadante

- 21 février : Francisco Manuel da Silva, compositeur et chef d'orchestre brésilien († 18 décembre 1865).
- 15 mars : Joseph Merk, compositeur et  violoncelliste autrichien († 16 juin 1852).
- 23 mars : Leopold Jansa, violoniste, compositeur et professeur tchéco-autrichien († 25 janvier 1875).
- 4 avril : Joseph Böhm, violoniste et enseignant hongrois († 28 mars 1876).
- 14 avril : Pedro Albéniz, pianiste, organiste, pédagogue et compositeur espagnol († 12 avril 1855).
- 26 avril : Auguste Mathieu Panseron, compositeur et pédagogue français († 29 juillet 1859).
- 30 mai : Jean-François Bellon, violoniste et compositeur français († 2 mars 1869).
- 16 août : Heinrich Marschner, compositeur et chef d'orchestre allemand († 16 décembre 1861).
- 17 septembre : Saverio Mercadante, compositeur italien († 17 décembre 1870).
- 18 octobre : Mario Aspa, compositeur italien († 14 décembre 1868).
- 20 novembre : Pierre Baumann, compositeur, chef d'orchestre et violoncelliste français († 7 décembre 1872).
- 8 décembre : Jacques-François Gallay, corniste, pédagogue et compositeur français († 10 octobre 1864).

## Décès

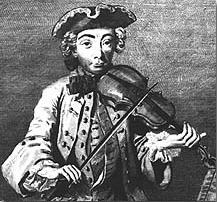
Michel Corrette

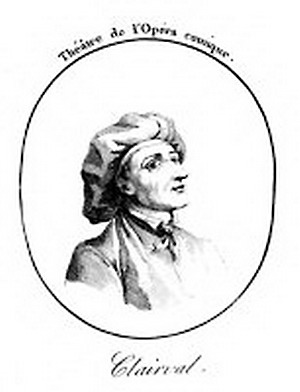
Clairval

- 19 janvier : Maria Teresa Agnesi Pinottini, compositrice italienne (° 17 octobre 1720).
- 21 janvier : Michel Corrette, organiste et compositeur français (° 10 avril 1707).
- 26 janvier : Johann Christoph Friedrich Bach, compositeur allemand (° 21 juin 1732).
- 1er février : Giacomo Insanguine, compositeur italien et organiste (° 22 mars 1728).
- 10 février : Antoine Trial, chanteur et acteur français (° 13 octobre 1737).
- 11 février : Carl Michael Bellman, poète et compositeur suédois (° 4 février 1740).
- 5 mars : Josef Reicha, compositeur et violoncelliste tchèque (° 12 février 1752).
- 22 mai : Friedrich Wilhelm Marpurg, compositeur allemand (° 21 novembre 1718).
- 31 août : François-André Danican Philidor, compositeur français et célèbre joueur d'échecs (° 7 décembre 1726).
- 11 octobre : Franz Christoph Neubauer, compositeur et violoniste germano-tchèque (° 1760).
- 25 octobre : Francesco Antonio Uttini, compositeur italien et maître de chapelle actif en Suède (° 1723).
- 3 novembre : Antonio Ripa, maître de chapelle et compositeur aragonais (° 1718).
- 6 novembre : Jiří Antonín Benda, compositeur et maître de chapelle tchèque (° 30 juin 1722).
- 19 novembre : Thomas Linley le vieux, claveciniste, directeur de concert, professeur de chant et compositeur anglais (° 17 janvier 1733).

Date indéterminée
- Ranieri de' Calzabigi, homme de lettres et librettiste italien (° 1714).
- Clairval, chanteur lyrique et comédien (° 27 avril 1735).